# Wirtschaftskrise

Aushang an einer Schaufensterscheibe: „...aufgrund der schlechten wirtschaftlichen Lage“

Als Wirtschaftskrise bezeichnet man in der Volkswirtschaftslehre die Phase einer deutlich negativen Entwicklung des Wirtschaftswachstums. Daneben bezeichnet man auch negative Entwicklungen bei anderen makroökonomischen Variablen (z. B. Preisniveau, Beschäftigung, Kapitalströme etc.) als Wirtschaftskrise. Eine Wirtschaftskrise kann einzelne oder mehrere Volkswirtschaften oder sogar die gesamte Weltwirtschaft betreffen.
Bezogen auf die wirtschaftliche Konjunktur unterscheidet man die drei Ausprägungen Stagnation, Rezession und Depression. Als Stagnation bezeichnet man eine Phase, in der eine Volkswirtschaft nicht wächst und somit der volkswirtschaftliche Output zwischen zwei Zeitpunkten stagniert. Allerdings ist es strittig, ob eine Phase der Stagnation schon als Wirtschaftskrise bezeichnet werden kann. In einem dem Boom folgenden volkswirtschaftlichen Abschwung schrumpft nach amerikanischer Definition der volkswirtschaftliche Output hingegen über mindestens zwei aufeinander folgende Quartale. Als Depression bezeichnet man eine lang andauernde Rezession.

## Erklärungsansätze

### Krisentheorien
Theorien zur Entstehung von konjunkturellen Auf- und Abschwüngen können grundsätzlich in endogene und exogene Theorien unterteilt werden. Endogene Theorien sehen die Ursache von Krisen in der Wirtschaft selbst, exogene Theorien führen Krisen auf äußere Ursachen zurück.

### Währungskrisen
Eine Währungskrise kann z. B. durch eine extrem hohe Inflation (Hyperinflation) ausgelöst werden. Auch chronisch starke Kapitalzuflüsse aus dem Ausland, z. B. aufgrund eines künstlich überhöhten Wechselkurses, führen zu einer Zahlungsbilanzkrise, die oftmals in eine Währungskrise mündet. Treten Banken- und Währungskrise gemeinsam auf, so spricht man von einer Zwillingskrise.
Die typische Folge einer Währungskrise ist eine Kapitalflucht, eine restriktive Geldpolitik und eine Kreditklemme, so dass eine Währungskrise oft in eine Finanz- und Wirtschaftskrise mündet.

### Deflationskrisen
Der umgekehrte Fall der Inflation, also ein längerfristiger Rückgang der Preise, wird als Deflation bezeichnet und kann zu Wirtschaftskrisen führen. Der Monetarismus betrachtet die Reduzierung der Geldmenge in den USA um 30 % zwischen den Jahren 1929 und 1933 als Hauptursache der Weltwirtschaftskrise.

### Finanzmarkt-Krisen
Hauptartikel: Finanzkrise
Finanzkrisen sind größere Verwerfungen im Finanzsystem, die durch einen Rückgang der Vermögenswerte und die Zahlungsunfähigkeit zahlreicher Unternehmen der Finanzwirtschaft und anderer Branchen gekennzeichnet sind und die die ökonomische Aktivität in einem oder mehreren Ländern beeinträchtigen. Wird dies von einem Zusammenbruch des Bankensystems ausgelöst oder begleitet, spricht man auch von einer Bankenkrise.
Generell werden alle Finanzkrisen ausgelöst durch Unsicherheit seitens der Anleger über die Vorteilhaftigkeit der Anlage in einem Land. Dasselbe gilt bei Bankenkrisen bezogen auf die einzelne Bank bzw. den Bankensektor. Als Grund für die Krise kann somit derjenige Faktor bezeichnet werden, der für die zunehmende Unsicherheit verantwortlich ist. Im Falle von Bankenkrisen sind dies in der Regel ein schlecht funktionierendes Bankensystem, eine unzureichende Bankenaufsicht oder die schlechte gesamtwirtschaftliche Lage, die dazu führt, dass die Banken eine große Zahl an Forderungen abschreiben müssen und so in eine finanzielle Schieflage geraten.
Allgemeine Finanzkrisen lassen sich u. a. zurückführen auf Ineffizienzen an den Finanzmärkten, z. B. in Form von Blasenbildungen. Die Möglichkeit eines schnellen Abzugs von Finanzkapital ist zurückzuführen auf geringen Transaktionskosten. Je kürzer die durchschnittliche Frist des in einem Land angelegten Kapitals ist, umso größer ist die Gefahr einer Finanzkrise. Das zeigt sich in einer inversen Zinsstruktur, die bisher vor jeder Finanzkrise aufgetreten ist. Begünstigt werden Finanzkrisen durch unsichere konjunkturelle Aussichten und durch politische Unsicherheiten (Gefahr eines Putsches, Fehlen von Rechtssicherheit, Gefahr von Enteignungen etc.). Besonders häufig treten starke Desinvestitionen an Börsen auf, z. B. in Form eines Börsenkrachs.

## Historische Beispiele
Besonders schwere weltweite Krisen werden als Weltwirtschaftskrise bezeichnet.

### Deutsche Geldkrise / Schinderlingkrise
Im Zuge von Erbstreitigkeiten zwischen den Habsburgern ließ Erzherzog Albrecht VI in den neu errichteten Münzstätten Enns, Linz und Freistadt minderwertige silberne Pfennige (später Schinderlinge genannt) prägen, was ab 1459 zu einer Geldkrise katastrophalen Ausmaßes im deutschen Sprachraum führte.

### Sächsische Geldkrise
Durch die minderwertigen Roten Seufzer, auch Seufzer und Leipziger Seufzer genannt, die der sächsische Kurfürst und polnische König August der Starke (1694–1733) in riesigen Mengen 1701 und 1702 prägen ließ, wurde in Kursachsen eine Geldkrise ausgelöst. Der Name dieser Sechser ist auf den Verlust zurückzuführen, den die Bevölkerung durch die stark kupferhaltigen Münzen erlitt.

### Tulpenmanie
Die so genannte Tulpenmanie war eine Wirtschaftskrise in den Niederlanden zwischen 1634 und 1637. Die Spekulation war verbunden mit den Haarlemer Tulpenzwiebeln, denen man einen überhöhten und vielfach rein fiktiven Wert beimaß.

### Englische Geldkrise
Die englische Geldkrise von 1696 beruhte auf der Änderung der Zusammensetzung der Münzen und einem allgemeinen Mangel an Zahlungsmitteln.

### Weitere Krisen des 18. Jahrhunderts
- 1716–1720: der Lawsche Aktien- und Banknotenschwindel
- 1711–1720: der englische Südseeschwindel
- 1790–1797: die französische Assignatenwirtschaft

### Hamburger Handelskrise
1799 wurde in Hamburg die so genannte Hamburger Handelskrise ausgelöst durch die Überfüllung des Hamburger Marktes mit Waren, die nicht absetzbar waren.

### Krisen des frühen 19. Jahrhunderts
- 1815: britische Wirtschaftskrise (ausgelöst durch Überschätzung des Konsumverhaltens auf dem Kontinent)
- 1825: britische Wirtschaftskrise nach einem groß angelegten Gründungs- und Aktienschwindel (von den projektierten 372 Millionen Pfund Sterling waren in Wirklichkeit nur 17,6 Millionen Pfund Sterling eingezahlt).

### USA/Großbritannien 1837
Wirtschaftskrise von 1837: Die von 1837 bis 1843 dauernde Wirtschaftskrise war geprägt durch eine scharfe Konjunkturabschwächung in der US-amerikanischen Wirtschaft, verursacht durch Fehlinvestitionen der Banken und mangelndes Vertrauen in die Papierwährung. Die Wirkungen übertrugen sich insbesondere auf die britische Wirtschaft.

### Britische Eisenbahnkrise
1847 wurde Großbritannien erneut von einer heftigen Wirtschaftskrise erschüttert, diesmal ausgelöst durch die Spekulation mit Eisenbahnen und Zulieferungsunternehmen. Die erst drei Jahre alte Peelsche Bankakte musste dabei zeitweise suspendiert werden. Auch führte der Erste Opiumkrieg, durch den die Opiumeinfuhr aus Britisch-Indien nach China erzwungen wurde, zu einem derartigen Silberabfluss, dass Englands Exporte an übrigen Gütern nach China einbrachen.

### Wirtschaftskrise von 1857
Die Wirtschaftskrise von 1857 war die erste Weltwirtschaftskrise. Sie begann im August 1857 in New York City, als eine Bank ihre Zahlungen einstellen musste. Von dort breitete sich die Krise schnell über die gesamte Welt aus. Die Finanzzentren Europas und Amerikas waren besonders stark betroffen.

### Gründerkrise 1873
Im Anschluss an die Boomjahre der Gründerzeit kam es 1873 zum sogenannten Gründerkrach, in dessen Folge allein in Deutschland und Österreich über 60 Banken insolvent wurden. Diese Krise wurde tendenziell durch Überhitzung der Volkswirtschaft verursacht und war somit lediglich eine Korrektur der vorangegangenen hohen Wachstumsraten. Firmen und Fabriken waren zu überhöhten Preisen übernommen und gebildet worden.
Die Krise traf zeitlich mit einer US-amerikanischen Wirtschaftskrise zusammen und führte in allen hochentwickelten Ländern zu einer langen Stagnation. Der wirtschaftliche Niedergang erreichte seinen tiefsten Punkt 1878 und erst in der zweiten Hälfte des Jahres 1879 trat eine von den USA und Großbritannien ausgehende Besserung der Wirtschaftslage ein.
Nicholas Gregory Mankiw behauptet in seinem Standardwerk Grundzüge der Volkswirtschaftslehre, die damalige Wirtschaftskrise sei erst durch die Goldfunde am Klondike beendet worden. Denn es gab damals den Goldstandard. Die internationalen ökonomischen Wachstumsstörungen 1873–1896 sind unter dem Begriff Große bzw. Lange Depression bekannt.

### Börsenkrach in Frankreich 1882
In Frankreich entwickelte sich bald nach der Gründerkrise ein unter dem Einfluss der Union générale stehender Börsenschwindel, der am 19. Januar 1882 mit einem großen Börsenkrach endete, der hauptsächlich die Börsen von Paris und Lyon erfasste.

### Weltwirtschaftskrise 1929
Der Beginn wird mit dem Schwarzen Donnerstag am 24. Oktober 1929 gesehen, ab dem es zu einem schweren volkswirtschaftlichen Einbruch kam, der in allen wichtigen Industrienationen massive negative Folgen hatte (u. a. Unternehmenszusammenbrüche, Massenarbeitslosigkeit und Deflation), da Goldstandard und Stabilitätspolitik Austerität verlangten. In manchen Ländern dauerten die Folgen bis in die späten 1930er-Jahre an.

### Erste Ölkrise (1973)
Erste Ölkrise 1973: Das Ölembargo der OPEC verbunden mit der hohen Staatsverschuldung der USA wegen des Vietnamkriegs führten zur Stagflation in den USA. Von der ersten Ölkrise waren alle wichtigen Industrienationen betroffen. In Deutschland markierte sie das Ende des Wirtschaftswunders. In der Folge traten bis dato weitgehend unbekannte Erscheinungen auf, etwa Kurzarbeit, Arbeitslosigkeit und steigende Sozialausgaben.

### Zweite Ölkrise (1979/1980)
Zweite Ölkrise 1979 bis 1980: Eine weitere drastische Preissteigerung fand 1979/1980 statt. Ausgelöst wurde sie im Wesentlichen durch Förderungsausfälle und Verunsicherung während des ersten Golfkriegs zwischen Iran und Irak. Die Zweite Ölkrise war einer der Hauptgründe für die bis dato schwerste Rezession seit Bestehen der Bundesrepublik in den Jahren 1981/82. Ebenso ist die zweite Ölkrise als der finale Auslöser der Schuldenkrise einer Reihe von Entwicklungsländern zu sehen. Diese mussten in mehreren Umschuldungsabkommen teilweise bis Mitte der 1990er auf politischer Ebene verhandeln, um ihre wirtschaftspolitische Souveränität wiederzuerlangen.

### Nordische Bankenkrise (1990er Jahre)
Zentrale Maßnahmen zur Überwindung der Bankenkrisen der 90er Jahre in Schweden und Finnland waren in beiden Ländern der Aufkauf von „schlechten Papieren“ durch Vermögensverwaltungsgesellschaften (Bad Banks) und die Verstaatlichung von wichtigen Banken. Aus finnischer und schwedischer Sicht sollte dem Krisenmanagement und insbesondere der Sanierung der notleidenden Aktiva in den Bankbilanzen Priorität eingeräumt werden. Dank strikter Abnahmekonditionen und erfolgreicher Verwertungsstrategien gelang es den schwedischen „Bad Banks“, den Steuerzahler von den Kosten der Krise zu entlasten.

### Schweizer Bankencrash (ab 1991)
Durch eine Immobilienblase ab 1991 gab es in der Schweiz eine starke Reduktion der Zahl an Regionalbanken.

### Japankrise (ab 1991)
Als Japankrise wird eine schwere Wirtschaftskrise, die nach dem Platzen einer Immobilienpreis-Blase Anfang der 1990er auftrat und die wirtschaftliche Situation des Landes fast 15 Jahre lang prägte, bezeichnet. Der starke Rückgang der Vermögenspreise führte zu einer gefühlten Verarmung der Bevölkerung, welche zu einer starken Konsum- wie Investitionszurückhaltung beitrug. Unternehmerische Fehler, Überkapazitäten und Ineffizienzen verstärkten den Effekt. Die Folge waren ein Anstieg der Arbeitslosigkeit, die weltweit höchste Staatsverschuldung für den japanischen Staat und eine immer noch andauernde Deflation.

### Asienkrise (1997/1998)
Asienkrise 1997 bis 1998: Als Asienkrise wird die Finanz- und Wirtschaftskrise Ostasiens der Jahre 1997 und 1998 bezeichnet. Sie begann im Juli 1997 in Thailand und griff auf mehrere asiatische Staaten über, insbesondere auf viele der so genannten Tigerstaaten. Die am stärksten betroffenen Länder waren Indonesien, Südkorea und Thailand. Ursache der Krise waren die zu hohen Renditeversprechen an ausländische Investoren, die sich durch Investitionen in den Ländern nicht mehr refinanzieren ließen. Deswegen und aufgrund des fehlenden Wechselkursrisikos (feste Wechselkursbindung an den US-Dollar) strömte im Vorfeld der Krise viel kurzfristiges Kapital in die Länder. Durch Herdenverhalten kam es infolge erster Krisensymptome zu einem massiven Kapitalabzug aus den Ländern, der dort eine mehrjährige Wirtschafts- und Finanzkrise auslöste.

### Argentinien-Krise (1998–2002)

Dotcom-Blase am NASDAQ

### Dotcom-Blase (2000)
Zusammenbruch der Dotcom-Blase ab 2000: Im März 2000 kam es in vielen Industrieländern zum Platzen einer Spekulationsblase, die insbesondere die so genannten Dotcom-Unternehmen betraf. Ähnlich wie bei der Japankrise kam es zu einem gefühlten Vermögensrückgang und dadurch bedingt zu einer Kaufzurückhaltung, die zu rezessiven Tendenzen in den Ländern führte.

### Finanz- und Wirtschaftskrise 2008–2009

Leitzinsen im Euroraum und den USA

Die Weltfinanzkrise ist eine Banken- und Finanzkrise, die im Frühsommer 2007 mit der US-Immobilienkrise (auch Subprimekrise) begann. Diese Krise äußerte sich weltweit in Verlusten und Insolvenzen bei Unternehmen der Finanzbranche, aber seit Ende 2008 auch in der Realwirtschaft („Große Rezession“). Die Krise wurde wesentlich durch fallende Immobilienpreise in den USA ausgelöst, die sich nach einer langen Preissteigerungsphase zu einer Immobilienblase entwickelt hatten. Gleichzeitig konnten immer mehr Kreditnehmer ihre Kreditraten nicht mehr bedienen, teils aufgrund des wieder (ab Mitte 2004) steigenden Leitzinses und kontinuierlich steigender Kreditzinsen, teils infolge sinkender Einkommen. Da per Weiterverkauf der Kredite (Verbriefung) diese in aller Welt verstreut waren, weitete sich die Krise international aus.
Seit Ende 2008 waren weite Teile der Weltwirtschaft von der Krise betroffen. Die Wirtschaft schrumpfte unter anderem in Deutschland, Frankreich und den USA. In den Vereinigten Staaten wurde der anhaltend stärkste Wirtschaftsrückgang seit dem Ende des Zweiten Weltkriegs gemeldet. Gravierend sind auch die Auswirkungen in Japan, Südkorea und Italien. Viele Schwellenländer wie China, Russland, Indien und Brasilien verzeichneten eine Verringerung ihrer Wachstumsraten.

### Wirtschaftskrise 2020–2021 im Zuge der COVID-19-Pandemie
Durch die Ausbreitung der COVID-19-Pandemie gab es Börsencrashs in mehreren Ländern. Ursache für die beginnende Wirtschaftskrise waren – neben dem Verfall des Ölpreises wegen des Scheiterns von Ölpreis-Verhandlungen zwischen Saudi-Arabien und Russland – hauptsächlich Umsatzeinbrüche aufgrund von Kontaktverboten, Ausgangs- und Reisebeschränkungen sowie sinkender Kaufkraft aufgrund steigender Arbeitslosigkeit in davon besonders betroffenen Branchen. Zudem zeigte sich in der Folge der Produktions- und Lieferunterbrechungen zu Beginn der Pandemie die Anfälligkeit der globalen Lieferketten für derartige Unterbrechungen. Die dadurch ausgelösten Verwerfungen in der internationalen Logistik führten zu weiteren enormen wirtschaftlichen Konsequenzen, insbesondere für solche Länder, die stark in den internationalen Handel eingebunden sind und deren Unternehmen, die globale Prozessketten als Teil ihrer Wertschöpfung verwenden.

## Auswirkungen
Durch außergewöhnlich hohe Bilanzverluste und die Zunahme von Konkursen verändert sich stark die Unternehmensdemografie, insbesondere im sog. „Mittelstand“. Doch aus Sicht einiger Kapitaleigner oder im Hinblick auf eine wettbewerbsfähigere Unternehmenslandschaft werden Wirtschaftskrisen nicht immer nur negativ bewertet. In der Politik kann eine wirtschaftliche Krise unter günstigen Umständen den notwendigen Reformdruck erzeugen, um die die Krise verursachenden bzw. verstärkenden strukturellen Probleme zu lösen.
Insbesondere ärmere Bevölkerungsschichten sind mehrheitlich die Verlierer und leiden am schwersten unter den wirtschaftlichen Folgen der Krise. Der dramatische und anhaltende Anstieg der Arbeitslosigkeit bedeutet für viele Dauerarbeitslosigkeit und einen sozialen Abstieg. Er führt bei vielen zu gesundheitlichen Schäden wie Depression oder anderen aus Stress resultierenden Krankheiten und verringert die Lebenserwartung. Gleichzeitig verringern sich die Chancen, medizinische Betreuung in Anspruch nehmen zu können.
Die Krise erhöht auch die wirtschaftliche und soziale Unsicherheit. Ein OECD-Bericht von April 2009 sieht den Anteil der informellen Arbeit derzeit auf einem Rekordstand auf über der Hälfte der weltweit Erwerbstätigen und schätzt ein, dass er bis 2020 auf 2/3 ansteigen wird.
Für welchen politischen Ausweg sich die Regierung eines jeweiligen Staates entscheidet, hängt ab vom Zusammenwirken dieser fünf Punkte:
1. die wirtschaftliche Position der maßgeblichen gesellschaftlichen Kräfte und das politische Gewicht ihrer Vertretungsorgane (Gewerkschaften, Arbeitgeberverbände);
2. die Fähigkeit der politischen Akteure, Koalitionen zwischen Parteien, Gruppen und Vereinigungen zu bilden;
3. die Bereitschaft und das Vermögen des Staats, in die Tätigkeit der Unternehmen einzugreifen;
4. die (mehr oder weniger liberalen) Traditionen des Staats; und
5. die Position des jeweiligen Staats innerhalb des geopolitischen Machtgefüges.[22]

Negative Folge einer Wirtschaftskrise ist häufig die Zunahme der sozialen Spannungen (z. B. der Cacerolazo infolge der Argentinien-Krise). Manche Wirtschaftskrisen haben zu Bürgerkriegen und anderen kriegerischen Konflikten geführt, indem Konfliktpotenziale erhöht oder schon bestehende Konflikte verschärft wurden.

## Dokumentarfilm
- zdf.de: Große Wirtschaftskrisen der Geschichte (44 min, 2024)